# Gran Premio di Tripoli 1940
Il Gran Premio di Tripoli 1940 è stata una corsa automobilistica di velocità in circuito.

## Qualifiche

### Risultati
| Fila | Pos | Pilota                | Vettura        | Tempo   |
| ---- | --- | --------------------- | -------------- | ------- |
| 1ª   | 1°  | Giuseppe Farina       | Alfa Romeo 158 | 3'37"85 |
| 1ª   | 2°  | Clemente Biondetti    | Alfa Romeo 158 | 3'43"91 |
| 1ª   | 3°  | Luigi Villoresi       | Maserati 4CL   | 3'44"65 |
| 1ª   | 4°  | Carlo Felice Trossi   | Alfa Romeo 158 | 3'45"28 |
| 2ª   | 5°  | Tazio Nuvolari        | Maserati 4CL   | 3'48"98 |
| 2ª   | 6°  | Carlo Maria Pintacuda | Alfa Romeo 158 | 3'50"48 |
| 2ª   | 7°  | Franco Cortese        | Maserati 4CL   | 3'57"58 |
| 3ª   | 8°  | Ettore Bianco         | Maserati 4CL   | 4'03"23 |
| 3ª   | 9°  | Giovanni Rocco        | Maserati 4CL   | 4'05"39 |
| 3ª   | 10° | Piero Taruffi         | Maserati 4CL   | 4'16"28 |
| 3ª   | 11° | Andrea Brezzi         | Maserati 6CM   | 4'18"72 |
| 4ª   | 12° | Alberto Ascari        | Maserati 6CM   | 4'20"77 |
| 4ª   | 13° | Emilio Romano         | Maserati 6CM   | 4'26"44 |
| 4ª   | 14° | Edoardo Teagno        | Maserati 6CM   | 4'36"11 |
| 5ª   | 15° | Renato Balestrero     | Maserati 6CM   | 4'42"10 |
| 5ª   | 16° | Giacomo Palmieri      | Maserati 6CM   | 4'45"02 |
| 5ª   | 17° | Emilio Quartara       | Maserati 6CM   | 5'11"49 |
| 5ª   | 18° | Enrico Platé          | Maserati 6CM   | 5'12"46 |
| 6ª   | 19° | Mario Moradei         | Maserati 6CM   | 6'46"76 |
| 6ª   | 20° | Guido Barbieri        | Maserati 6CM   |         |
| 6ª   | 21° | Arialdo Ruggeri       | Maserati 6CM   |         |
| 7ª   | 22° | Vico Pagliano         | Maserati 6CM   |         |
| 7ª   | 23° | Pino Baruffi          | Maserati 6CM   |         |

## Gara

### Risultati
| Pos | Nr | Pilota                | Scuderia            | Vettura        | Giri | Tempo/Ritiro |
| --- | -- | --------------------- | ------------------- | -------------- | ---- | ------------ |
| 1   | 14 | Giuseppe Farina       | Alfa Corse          | Alfa Romeo 158 | 30   | 1h54'16"49   |
| 2   | 16 | Clemente Biondetti    | Alfa Corse          | Alfa Romeo 158 | 30   | 1h54'45"96   |
| 3   | 42 | Carlo Felice Trossi   | Alfa Corse          | Alfa Romeo 158 | 30   | 1h55'09"36   |
| 4   | 12 | Luigi Villoresi       | Officine Maserati   | Maserati 4CL   | 30   | 1h55'23"56   |
| 5   | 36 | Franco Cortese        | Officine Maserati   | Maserati 4CL   | 30   | 2h02'41"59   |
| 6   | 22 | Carlo Maria Pintacuda | Alfa Corse          | Alfa Romeo 158 | 30   | 2h02'52"33   |
| 7   | 40 | Andrea Brezzi         | Scuderia Torino     | Maserati 6CM   | 30   | 2h05'01"69   |
| 8   | 34 | Piero Taruffi         | Scuderia Torino     | Maserati 4CL   | 29   | 2h03'13"04   |
| 9   | 6  | Alberto Ascari        | Scuderia Torino     | Maserati 6CM   | 28   | 2h04'31"48   |
| 10  | 4  | Giovanni Rocco        | Privato             | Maserati 4CL   | 28   | 2h05h33"96   |
| 11  | 26 | Emilio Romano         | Privato             | Maserati 6CM   | 27   | 2h04'13"30   |
| 12  | 44 | Renato Balestrero     | Scuderia Torino     | Maserati 6CM   | 27   | 2h04'30"66   |
| 13  | 28 | Ettore Bianco         | Privato             | Maserati 4CL   | 27   | 2h05'41"84s  |
| 14  | 20 | Giacomo Palmieri      | Privato             | Maserati 6CM   | 27   | 2h05'58"06   |
| 15  | 30 | Enrico Platé          | Privato             | Maserati 6CM   | 26   | 2h04'40"11   |
| 16  | 10 | Pino Baruffi          | Privato             | Maserati 6CM   | 24   | 2h03'50"55   |
| Rit | 32 | Arialdo Ruggeri       | Scuderia Ambrosiana | Maserati 6CM   | 16   |              |
| Rit | 2  | Emilio Quartara       | Scuderia Ambrosiana | Maserati 6CM   | 5    |              |
| Rit | 18 | Guido Barbieri        | Privato             | Maserati 6CM   | 4    |              |
| Rit | 8  | Edoardo Teagno        | Scuderia Torino     | Maserati 6CM   | 3    |              |
| Rit | 50 | Vico Pagliano         | Privato             | Maserati 6CM   | 1    |              |
| Rit | 48 | Mario Moradei         | Privato             | Maserati 6CM   | 1    |              |
| NP  | 24 | Tazio Nuvolari        | Officine Maserati   | Maserati 4CL   |      |              |